# Trưởng ban Đối ngoại Trung ương Đảng Cộng sản Việt Nam
Trưởng ban Đối ngoại Trung ương Đảng Cộng sản Việt Nam hay còn được gọi Trưởng ban Đối ngoại Trung ương, là người đứng đầu Ban Đối ngoại Trung ương Đảng Cộng sản Việt Nam.
Ban Đối ngoại Trung ương được tổ chức gồm Trưởng ban và các Phó trưởng ban, đồng thời là cơ quan tham mưu cấp cao của Đảng về vấn đề đối ngoại và quan hệ quốc tế trong Đảng vì vậy thường do Ủy viên Trung ương Đảng hoặc Bí thư Trung ương Đảng nắm giữ.
Trưởng ban thường là đặc phái viên cho Tổng Bí thư hoặc Trung ương Đảng trong các cuộc tiếp xúc với các lãnh tụ Đảng và các phong trào cánh tả thế giới.

## Lịch sử
Ngày 1/11/1949 tại Hội nghị Ban Thường vụ Trung ương Đảng đã ra nghị quyết thành lập Phòng Lào - Miên Trung ương là cơ quan chuyên trách đối ngoại của Đảng. Nguyễn Chí Thanh được cử phụ trách phòng.
Từ năm 1953-8/1955, Phạm Văn Đồng được cử phụ trách, Nguyễn Chấn làm Trưởng phòng, Nguyễn Văn Hồng làm Phó Trưởng phòng.
Năm 1955, phòng được đổi tên thành Ban Lào - Miên Trung ương, đến năm 1957 đổi thành Ban Biên chính Trung ương với nhiệm vụ mở rộng giúp Trung ương xử lý quan hệ với các Đảng khác trên thế giới.
Đến năm 1958, Ban Bí thư Trung ương Đảng ra quyết định thành lập Ban Liên lạc Đối ngoại Trung ương, Bộ trưởng Bộ Ngoại giao Ung Văn Khiêm được cử làm Trưởng ban.
Ngày 7/3/1960, Ban Bí thư ra Nghị quyết thành lập Ban Công tác Đối ngoại Trung ương. Phạm Văn Đồng được phân công làm Trưởng ban; Tố Hữu, Ung Văn Khiêm, Xuân Thủy, Cao Hồng Lãnh, Đặng Viết Châu và Song Tùng làm Phó Trưởng ban.
Ngày 28/1/1983, Ban Bí thư Trung ương Đảng ban hành Quyết định số 17/QĐ-TW đổi tên thành Ban Đối ngoại Trung ương.

## Danh sách các Trưởng ban
| Họ và tên                  | Nhiệm kỳ         | Chức vụ | Ghi chú |
| -------------------------- | ---------------- | --- | ------- |
| Đại tướng Nguyễn Chí Thanh | 11/1949-1954     | Ủy viên Bộ Chính trị Chủ nhiệm Tổng cục Chính trị Quân đội Quốc gia và dân quân Việt Nam Trưởng phòng Lào - Miên Trung ương |         |
| Phạm Văn Đồng              | 1954-8/1955      | Ủy viên Bộ Chính trị Phó Thủ tướng Chính phủ Bộ trưởng Bộ Ngoại giao Trưởng phòng Lào - Miên Trung ương                     |         |
| Lê Đức Thọ                 | 8/1955-1957      | Ủy viên Bộ Chính trị Trưởng ban Tổ chức Trung ương Trưởng ban Lào - Miên Trung ương                                         |         |
| Phạm Hùng                  | 1957-5/1958      | Ủy viên Bộ Chính trị Bộ trưởng Phủ Thủ tướng Trưởng ban Biên chính Trung ương                                               |         |
| Ung Văn Khiêm              | 5/1958-3/1960    | Ủy viên Trung ương Đảng Trưởng ban Liên lạc Đối ngoại Trung ương                                                            |         |
| Phạm Văn Đồng              | 3/1960-6/1961    | Ủy viên Bộ Chính trị Thủ tướng Chính phủ Trưởng ban Ban Công tác Đối ngoại Trung ương                                       |         |
| Xuân Thủy                  | 4/1966-12/1979   | Ủy viên Trung ương Đảng Bộ trưởng Bộ Ngoại giao Trưởng ban Ban Liên lạc Đối ngoại Trung ương Trưởng ban Công tác miền Tây   |         |
| Nguyễn Thành Lê            | 1/1980-3/1982    | Trưởng ban Liên lạc Đối ngoại Trung ương                                                                                    |         |
| Vũ Quang                   | 3/1982-1/1983    | Ủy viên Trung ương Đảng Trưởng ban Liên lạc Đối ngoại Trung ương                                                            |         |
| Vũ Quang                   | 1/1983-12/1986   | Ủy viên Trung ương Đảng Trưởng ban Liên lạc Đối ngoại Trung ương                                                            |         |
| Hoàng Bích Sơn             | 12/1986-6/1991   | Ủy viên Trung ương Đảng Trưởng ban Liên lạc Đối ngoại Trung ương                                                            |         |
| Hồng Hà                    | 6/1991-6/1996    | Bí thư Trung ương Đảng Trưởng ban Đối ngoại Trung ương                                                                      |         |
| Nguyễn Văn Son             | 6/1996-8/2007    | Ủy viên Trung ương Đảng Trưởng ban Đối ngoại Trung ương                                                                     |         |
| Trần Văn Hằng              | 8/2007-6/2009    | Ủy viên Trung ương Đảng Trưởng ban Đối ngoại Trung ương                                                                     |         |
| Hoàng Bình Quân            | 6/2009-19/3/2021 | Ủy viên Trung ương Đảng Trưởng ban Đối ngoại Trung ương                                                                     |         |
| Lê Hoài Trung              | 3/2021-2/2025    | Bí thư Trung ương Đảng Trưởng ban Đối ngoại Trung ương                                                                      |         |